# Anders Larsson Sundström
Anders Larsson Sundström, född 1707 i Stockholm, död 1760 i Stockholm, var en svensk ornamentsbildhuggare.
Han var son till skomakaren Lars Sundström och Elisabet Olofsdotter Zehlman och halvbror till dekorationsmålaren Lorentz Sundström. Han var på 1740-talet verksam vid slottsbygget i Stockholm där han tillsammans med Le Loup utförde ornamenten till Slottskyrkans altaruppsats.